# Dietmar Geilich
Dietmar Geilich (ur. 15 czerwca 1954 w Görlitz) – wschodnioniemiecki bokser, dwukrotny wicemistrz Europy.
Występował w kategorii papierowej (do 48 kg). Na mistrzostwach Europy w 1975 w Katowicach odpadł w niej w ćwierćfinale. Przegrał pierwszą walkę na letnich igrzyskach olimpijskich w 1976 w Montrealu. Podobnie odpadł po pierwszej walce na mistrzostwach Europy w 1977 w Halle.
Zdobył srebrny medal na mistrzostwach Europy w 1979 w Kolonii po przegranej w finale z Szamilem Sabirowem z ZSRR. Na igrzyskach olimpijskich w 1980 w Moskwie dotarł do ćwierćfinału, w którym ponownie przegrał z Sabirowem.
Po raz drugi został wicemistrzem Europy w wadze papierowej na mistrzostwach w 1981 w Tampere. Tym razem w finale pokonał go Ismaił Mustafow z Bułgarii.
Geilich wywalczył brązowy medal na mistrzostwach świata w 1982 w Monachium, po porażce w półfinale z Go Jong-fanem z KRLD.
Z powodu bojkotu igrzysk olimpijskich w 1984 w Los Angeles przez NRD nie mógł wziąć w nich udziału. Na turnieju Przyjaźń-84 zorganizowanym w Hawanie dla pięściarzy z państw bojkotujących igrzyska zdobył brązowy medal, po porażce w półfinale z Juanem Torresem Odelinem z Kuby.
Geilich był mistrzem NRD w wadze papierowej w latach 1973, 1975–1977, 1979–1981 i 1983.